# Arthémon Hatungimana
Arthémon Hatungimana (21 de gener, 1974) és un atleta de Burundi, ja retirat, especialista en curses de mitjana distància.
En el seu palmarès destaca una medalla d'argent a la prova de 800 metres llisos del Campionat del Món d'atletisme de 1995, una medalla d'or als Jocs Panafricans del mateix any i una medalla de bronze al Campionat Africà d'atletisme de 1993, sempre en els 800 metres. Participà en les edicions dels Jocs Olímpics d'Estiu de 1996, 2000 i 2004. En totes elles quedà eliminat en sèries en la cursa dels 800 metres.

## Millors marques
- 400 metres - 46.78 (1992)[2]
- 800 metres - 1:43.38 (2001)[2][3]
- 1000 metres - 2:15.48 (1995)[2]